# Jeffrey Friedman
Jeffrey Friedman (Los Angeles, 24 agosto 1951) è un regista e produttore cinematografico statunitense.

## Biografia
Friedman ha co-diretto, con il collega Rob Epstein, svariati documentari, tra cui Lo schermo velato, ispirato al libro di Vito Russo sulla rappresentazione dei gay nel cinema americano, e Paragraph 175, incentrato sulle vite di gay e lesbiche sopravvissuti ai campi di sterminio nazisti. Nel 2010 dirige, assieme a Epstein, Urlo, film biografico sulla vita di poeta beat Allen Ginsberg, presentato il concorso al Sundance Film Festival e al Festival di Berlino.

## Filmografia
Film diretti con Rob Epstein:
- Common Threads: Stories from the Quilt (1989)
- Where Are We? Our Trip Through America (1993)
- Lo schermo velato (The Celluloid Closet) (1995)
- Xtreme: Sports to Die For (1999)
- Paragraph 175 (2000)
- Underground Zero (2002)
- Crime & Punishment (Serie TV Law & Order: Crime & Punishment) (2002)
- Ten Days That Unexpectedly Changed America: Gold Rush (2006)
- Sex in '69: The Sexual Revolution in America (2009)
- Urlo (Howl) (2010)
- Lovelace (2013)